# Chalcopasta koebelei
Chalcopasta koebelei là một loài bướm đêm trong họ Noctuidae.